# لیساردو گاریدو
لیساردو گاریدو (اسپانیایی: Lizardo Garrido‎؛ زادهٔ ۲۵ اوت ۱۹۵۷) بازیکن فوتبال اهل شیلی بود.
از باشگاه‌هایی که در آن بازی کرده‌است می‌توان به باشگاه فوتبال کولو-کولو اشاره کرد.
وی همچنین در تیم ملی فوتبال شیلی بازی کرده‌است.